# رومان ياكوبسون

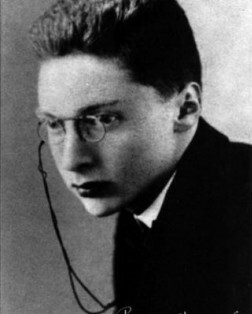
ياكوبسون قبل سنة 1917

رومان أوسيبوفيتش ياكوبسون (بالروسية: Роман Осипович Якобсон) (11 أكتوبر 1896 - 18 يوليو 1982) هو لساني وناقد أدبي روسي من رواد المدرسة الشكلية الروسية. وقد كان أحد أهم علماء اللغة في القرن العشرين وذلك لجهوده الرائدة في تطوير التحليل التركيبي للغة والشعر والفن.
كان ياكوبسون أحد رواد اللسانيات البنيوية، وكان واحدًا من أكثر اللسانيين شهرة وتأثيرًا في القرن العشرين. قام مع نيكولاي تروبيتسكوي ‏ بتطوير تقنيات ثورية جديدة لتحليل أنظمة الصوت اللسانية، مما أدى في الواقع إلى تأسيس النظام الحديث للفونولوجيا. واصل ياكوبسون توسيع مبادئ وتقنيات مماثلة لدراسة جوانب أخرى من اللغة مثل قواعد لغة وعلم الصرف وعلم دلالة الألفاظ. قدم العديد من المساهمات في اللسانيات السلافية، أبرزها دراستان للحالة الروسية وتحليل فئات الفعل الروسي. بالاعتماد على رؤى من سيميائية تشارلز ساندرز برس، وكذلك من نظرية الاتصال والسيبرنيطيقا، اقترح طرقًا لدراسة الشعر والموسيقى والفنون المرئية والسينما.
من خلال تأثيره على كلود ليفي ستروس ورولان بارت، من بين آخرين، أصبح ياكوبسون شخصية محورية في تكييف التحليل البنيوي مع تخصصات تتجاوز اللسانيات، بما في ذلك الفلسفة والأنثروبولوجيا والنظرية الأدبية. تطوره للنهج الذي ابتكره فرديناند دي سوسور، والمعروف باسم "البنيوية"، أصبح حركة فكرية كبرى بعد الحرب في أوروبا والولايات المتحدة. في هذه الأثناء، على الرغم من تراجع تأثير البنيوية خلال السبعينيات، إلا أن عمل ياكوبسون استمر في تلقي الاهتمام في الأنثروبولوجيا اللسانية، وخاصة من خلال إثنوغرافيا الاتصالات التي طورها ديل هايمز وسيميائية الثقافة التي طورها مايكل سيلفرشتاين، طالب ياكوبسون السابق. لقد أثر مفهوم ياكوبسون للجامعات اللسانية الأساسية، ولا سيما نظريته الشهيرة عن السمات المميزة، بشكل حاسم على التفكير المبكر لنعوم تشومسكي، الذي أصبح الشخصية المهيمنة في اللسانيات النظرية خلال النصف الثاني من القرن العشرين.

## حياته وعمله
نشأ ياكوبسون في مسقط رأسه في روسيا لعائلة ميسورة من أصل يهودي وقد نمت لديه اهتمامات باللغة منذ نعومة أظافره. وقد كان في مرحلة الدراسة أحد البارزين في الدائرة اللسانية في موسكو. وقد شارك في أنشطة جماعة الطلائع في الفن والشعر. كانت الحالة اللسانية في ذلك الوقت منصبة على منهج النحويين الجدد الذين كانوا يؤكدون على أن الدراسة العلمية الوحيدة الممكنة للغة تتمثل في دراسة تاريخها وتطور مفرداتها خلال الزمن (وهو المنهج التاريخي الذي وضعه سوسير. إلا أن ياكوبسون كان قد اطلع في تلك الفترة على أعمال اللساني المشهور حينها فيرديناند دي سوسير ونجح في تطوير منهج ركز فيه على أن بنية اللغة هي التي تؤدي وظيفتها الأساسية وذلك من أجل تناقل المعلومات بين مستخدمي اللغة.
وقد كان العام 1920 عاماً شهد تقلبات سياسية عارمة في روسيا، فانتقل ياكوبسون إلى براغ كعضو في البعثة الدبلوماسية السوفييتية لإتمام دارسته العليا. وقد انغمس في الحياة الأكاديمية والثقافية في تشيكوسلوفاكيا حينها وأقام علاقات وثيقة مع عدد من الشعراء والشخصيات الأدبية في التشيك. وقد كان له أثر يذكر على الأكاديميين في التشيك من خلال دارساته التي كان يجريها على النصوص التشيكية، وقد تكللت جهوده بإنشاء المدرسة البراغية في النظريات اللسانية حيث أسسها مع زميله نيكولاي تروبيتسكوي، بالإضافة إلى رينيه فيليك ‏ ويان موكاروفسكي ‏. وقد ساعدت أعماله العديدة في مجالة الصوتيات على المضي قدماً في القضايا المتعلقة بالبنية والوظيفية اللسانية. وقد كانت نظرية ياكوبسون العالمية في الصوتيات البنيوية الوظيفية، والتي اعتمدت على تسلسل درجات التمييز للسمات المميزة، وقد كان ذلك أول مستوى ناجح للتحليل اللساني وفق الفرضيات التي طرحها سوسير.
ترك ياكوبسون براغ عند اندلاع الحرب العالمية الثانية، حيث انتقل إلى إسكندنافيا، حيث كان مرتبطاً مع الحركة اللسانية في كوبنهاغن وقد كانت تربطه علاقة مع بعض المفكرين مثل لويس هيلمسليف. ومع التطورات التي حصلت في الحرب العالمية الثانية والتقدم نحو الغرب انتقل ياكوبسون إلى مدينة نيويورك حيث أصبح جزءاً من حلقة أوسع من المهاجرين من المفكرين والمثقفين الذين انتقلوا إلى الولايات المتحدة الأمريكية. كما قد كان مرتبطاً عن كثب مع مجتمع المهاجرين من التشيك خلال تلك الفترة. وقد تمكن من الاجتماع بالعديد من اللسانيين وعلماء الإنسان الأمريكيين مثل فرانز بواس وبنيامين لي وورف وليونارد بلومفيلد. وأصبح ياكوبسون مستشاراً في الجمعية الدولية للغة العالمية في الولايات المتحدة الأمريكية.
وانتقل ياكوبسون عام 1949 إلى جامعة هارفارد حيث بقي هنالك حتى تقاعده. وقد عمل في العقد الأخير من عمره في معهد ماسوشوستس للتكنولوجيا، حيث حصل على الدكتوراه الفخرية فيها. وقد تحول ياكوبسون في الستينيات إلى التركيز على تقديم نظرة أشمل للغة وبدأ جهوده للكتابة حول علوم التواصل بشكل عام.

## الوظائف التواصلية
يفرق ياكوبسون بين ستة وظائف تواصلية يرتبط كل منها بأحد عناصر عملية التواصل:

مخطط يوضح عملية التواصل

ويكون أحد هذه العناصر حاضراً دائماً في نص من النصوص وعادة ما يكون ذلك مرتبطاً بطبيعة النص. ففي النص الشعري مثلاً تكون الوظيفية شعرية فيكون عنصر الرسالة هو العنصر الأساسي. ويشير ياكوبسون بشكل عام إلى أن الشعر يمزج بين الشكل والمحتوى.
وقد كان لأعمال ياكوبسون أثر عميق على الدراسات النفسية لأعمال جاك لاكان وفلسفة جورجيو أجامبين.

## ياكوبسون والترجمة
كتب رومان ياكوبسون مقالة مهمة ومفصلية في نظرية الترجمة أسماها (حول الجوانب اللسانية للترجمة) حيث فرق فيها بين ثلاثة أشكال للترجمة وهي:
- الترجمة ضمن اللغة الواحدة (بالإنجليزية: Intralingual Translation)‏: وهي عبارة عن إعادة صياغة العبارات ضمن اللغة نفسها.
- الترجمة بين لغتين مختلفتين (بالإنجليزية: Interlingual Translation)‏ وهي نقل الرسالة من لغة إلى لغة أخرى.
- الترجمة إشارة لغوية إلى أخرى غير لغوية (بالإنجليزية: Intersemiotic Translation)‏ وهو ترجمة الرسالة اللسانية إلى نظام غير لغوي من الإشارات.

كما أشار في مقالته هذه إلى فكرة تعرض لها الكثير من الباحثين بالبحث والمناقشة حيث قال (إنه يمكن التعبير عن جميع الخبرات التي نعيشها ونشعر بها وجميع أشكالها في أي لغة من اللغات).

## روابط خارجية
- رومان ياكوبسون على موقع الموسوعة البريطانية (الإنجليزية)